# یواس‌اس اونکاهی (۱۸۴۳)
یواس‌اس اونکاهی (۱۸۴۳) (به انگلیسی: USS Onkahye (1843)) یک کشتی بود که طول آن ۹۶ فوت (۲۹ متر) بود. این کشتی در سال ۱۸۴۰ ساخته شد.